# Ignaców Szlachecki
Ignaców Szlachecki – wieś w Polsce, położona w województwie łódzkim, w powiecie piotrkowskim, w gminie Łęki Szlacheckie.
W latach 1975–1998 miejscowość administracyjnie należała do województwa piotrkowskiego.